# Centre de Documentació de Llengües Indígenes
El Centro de Documentación de Lenguas Indígenas (CELIN) és un centre de documentació del Museu Nacional del Brasil que va patir greument les conseqüències de l'incendi del museu del 2018. Sense confirmació oficial, podria haver perdut tot el que no estava digitalitzat. L'entitat va ser creada el 2004 per preservar documents textuals, sonors i visuals relacionats amb les llengües indígenes i varietats del portuguès del Brasil. També en formava part una biblioteca amb llibres relacionats amb la teoria lingüística, educació indígena, antropologia, arqueologia, literatura i filosofia.
El 2018, de les 2.000 tribus indígenes de l'Amazònia que hi havia abans de la colonització en restaven 500, que parlaven unes 330 llengües, 50 de les quals estaven en perill d'extinció. El centre de documentació guardava recerca sobre 160 d'aquestes llengües indígenes, que s'havien aconseguit amb un alt cost i eren l'esperança per preservar moltes llengües. Les cendres dels documents van arribar a més d'una milla de distància del museu.
En altres espais del museu no relacionats amb el CELIN hi havia més elements d'aquestes cultures que també es van perdre. En el moment de l'incendi el museu contenia 40.000 objectes de 300 pobles indígenes. Entre el material calcinat hi havia escultures i obres d'art de les cultures konduri, maraca, marajoara, santarém i trombetas. Hi havia nines, cistells, plumes, màscares, penjolls i vaixella com una mostra d'etnologia brasilera. També hi havia objectes com caps i cossos momificats trobats al Brasil que formaven part de la mostra d'antropologia biològica.

## Col·leccions

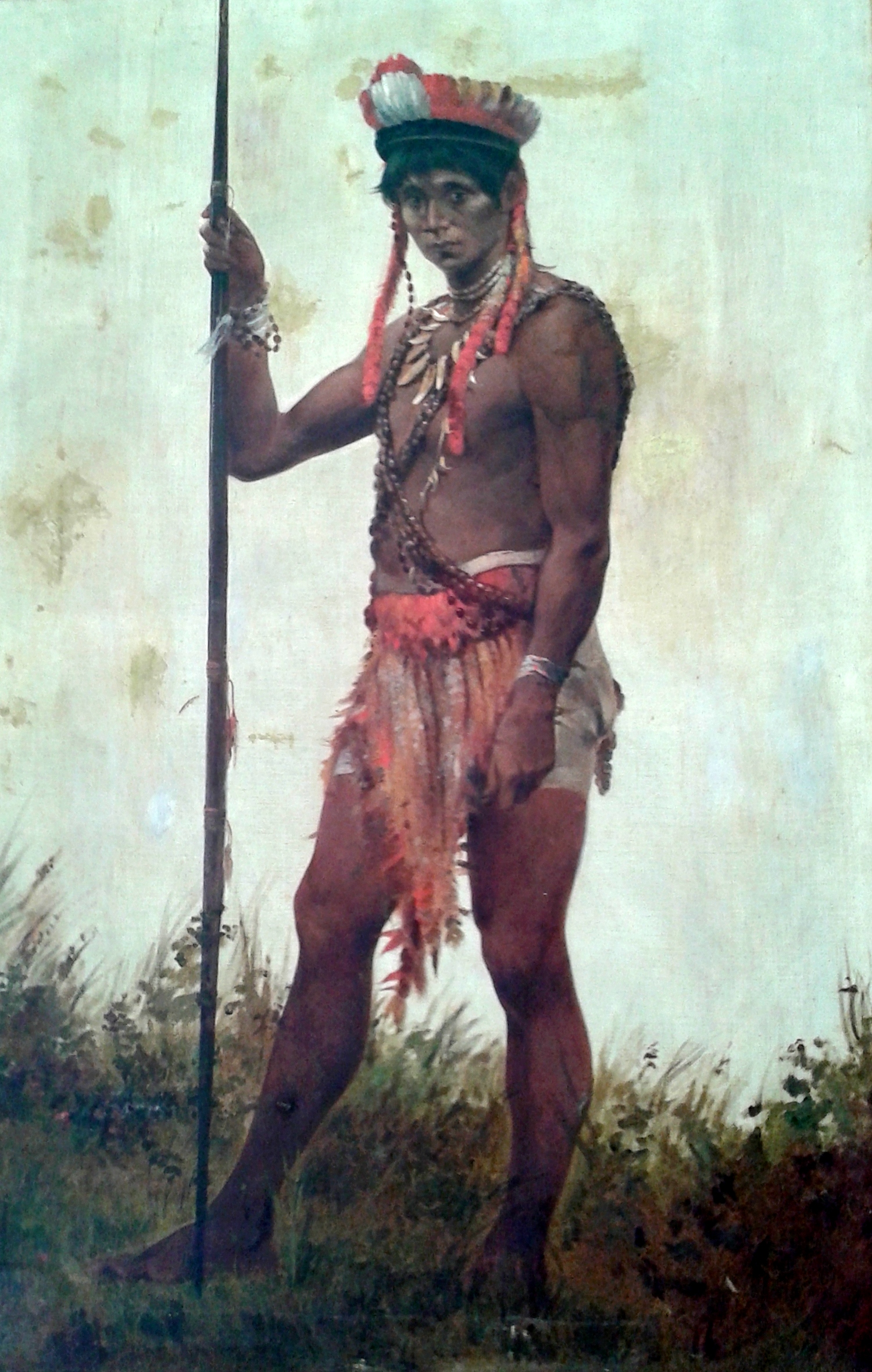
Décio Villares, cap dels indígenes Uaupés, en una pintura a l'oli que estava al museu abans de l'incendi.

- Arxiu documental. Conjunt de documents relacionats amb fonts primàries i resultats de la recerca sobre llengües indígenes de l'Amèrica del Sud amb informació relacionada amb el vocabulari, l'anàlisi fonològica i la gramàtica. També conté manuals de llengües indígenes brasileres i de diversos països del món preparats per a parlants d'idiomes que no tenen escriptura.
- Arxiu sonor. Hi ha cintes de casset, cintes, discos i CD, relacionats amb les llengües indígenes. Inclouen fragments de discursos narratius, cants i vocabulari tant de les llengües indígenes com de les llengües resultants del contacte portuguès. Alguns dels enregistraments són digitals.
- Arxiu visual. Fotos amb negatius flexibles i negatius en vidre de grups indígenes brasilers, així com algunes pel·lícules.
- Arxiu Nimuendajú. Un arxiu clau per entendre la història de les llengües indígenes al Brasil són les dades recollides i analitzades per Curt Nimuendajú, considerat el pare de l'etnologia al Brasil.[8]
- Arxiu Crocker. L'arxiu de William Crocker conté una àmplia documentació sobre o Canela, una llengua del grup Timbira, familia Je, tronc Macro-Je, amb enregistraments dirigits per aquest investigador.
- Arxiu Rodrigues. Concentra els materials recollits per l'investigador Aryon Rodrigues valuosos pels estudis de lingüística i llengües indígenes, així com per comprendre la història dels estudis lingüístics del Brasil. Va publicar una llista de les llengües indígenes del Brasil amb el nombre de parlants, la localització i la família.[9]